# Лукьянова, Мария Фёдоровна (палеонтолог)
Мари́я Фёдоровна Лукья́нова (1906—1979) — советский палеонтолог, заведующая препараторской Палеонтологического института АН СССР, опытный препаратор и раскопщик.

## Биография
Родилась в 1906 году. С 1937 года — сотрудница лаборатории И. А. Ефремова Палеонтологического института в Москве. В 1938 году участвовала в экспедиции в Татарскую АССР (местонахождение Ишеево). Одной из первых её препараторских работ была очистка неполного скелета хищного диноцефала долиозаврискуса из этого местонаходжения. В процессе работы Лукьяновой был обнаружен череп лантанозуха, позднее описанный И. Ефремовым как новый вид — Lanthanosuchus watsoni. Смелость и аккуратность Лукьяновой, умение работать с окаменелостями определили её дальнейшую специализацию. Позднее Лукьянова участвовала в качестве раскопщика и препаратора во всех экспедициях И. А. Ефремова в Поволжье, Приуралье, Гоби (Монгольская палеонтологическая экспедиция АН СССР) и др. В 1959—1960 годах работала в составе Советско-Китайской палеонтологической экспедиции.
За годы работы в институте отпрепарировала огромное количество ископаемых скелетов, черепов и других находок. Пермские фауны и материалы с реки Мезень, из Башкирии и Поволжья, находки Монгольской и Китайской палеонтологических экспедиций, материалы по земноводным и пресмыкающимся из Очёра и фауну медистых песчаников Приуралья — вот далеко не полный перечень её работ.
М. Ф. Лукьянова послужила прообразом препаратора Маруси в рассказе И. А. Ефремова «Тень минувшего».